# Герб Шымкента
Герб Шымкента (каз. Шымкент қаласының елтаңбасы) — официальный символ города Шымкент, Казахстан.

## Описание
Современный герб представляет собой восточный щит с синем фоном, восьмиконечная звезда в окружности; солнце над горой; надпись названия города.
Значение символов: синий фон — это небо, а солнце над горой — символ величия, мудрости, а также возвышения над мирскими проблемами.

## История
Первый официальный проект герба для Чимкента был разработан Б. Кене в 1866 году: "В зеленом серебряный зубчатый пояс с червлеными швами, за которым золотой меч в столб острием вверх, сопровождаемый 4 серебряными полумесяцами рогами верх: 2 и 2. В вольной части герб Семиреченской области". Проект не был утвержден.
21 апреля 1909 года утверждён герб Чимкента, как уездного города Сырдарьинской области Российской империи.
В зелёном щите серебряная ветка полыни с такими же цветами. В вольной части герб Сыр-Дарьинской области. Щит окружён золотыми колосьями, перевязанными Александровской лентой; и увенчан серебряной стенчатой короной.
| Проект герба Чимкента 1866 года: | Герб уездного города Чимкент, утвержденный 21 апреля 1909 года: | Устаревший неофициальный герб города Шымкента (до августа 2008): | Современный герб города Шымкента: |
|                                  |                                                                 |                                                                  |                                   |